# Antônio Rodrigues da Cunha
Antônio Rodrigues da Cunha, primeiro e único Barão de Aimorés, (São Mateus, 1834 — São Mateus, 30 de setembro de 1893) foi um fazendeiro brasileiro, sendo o pioneiro na produção de cana-de-açúcar na região de São Mateus no Espírito Santo, introduzindo um sistema de moagem hidráulica revolucionário para a época e sendo responsável pela introdução de imigrantes Italianos nos norte do estado. Também foi major da Guarda Nacional.
Filho de Antônio Rodrigues da Cunha e Rita Maria da Conceição Gomes da Cunha. Casou-se três vezes: com  Tomázia da Silva Lima, filha do 1º barão de Itapemirim; em 1889, com  Teodósia Vieira Machado da Cunha, filha do Capitão José Vieira Machado e Lina Vieira Machado da Cunha, fazendeiros no Vale do Rio Castelo - ES, sobrinha de José Vieira Machado da Cunha, barão de Rio das Flores, e prima de Manoel Vieira Machado da Cunha, barão da Aliança; e com Ercília de Almeida Fundão.
A próprio pedido, seu corpo foi sepultado no Cemitério de São Mateus a 14 palmos de profundidade e sem nenhum lápide, sob um arco localizado a direita, depois do portão interno, para que o local de sua sepultura não fosse identificado.

## Títulos nobiliárquicos e honrarias
Barão de Aimorés
Título conferido por decreto imperial em 24 de agosto de 1889. Faz referência ao povo indígena que habitava a região dos atuais municípios de Nova Venécia e São Mateus, posteriormente denominado de botocudos.